# Guadalupe Álvarez Naveda
Guadalupe Álvarez Naveda (Xalapa Veracruz, 7 de agosto de 1927) es una maestra normalista en educación básica y especialista en educación especial, mexicana.
Fue galardonada por la UNESCO en 1988 en reconocimiento a sus méritos pedagógicos.

## Biografía
Se distinguió por su contribución en el campo de la educación especial para los niños con discapacidades mentales, se inclinó en el ámbito de la investigación.
Desde los primeros años como maestra demostró interés en la educación especial. 
Su carrera profesional se desarrolló en la Escuela Normal Sor Juana Inés de la Cruz, donde se graduó como maestra normalista en 1941 con la tesis La actividad espontánea del niño.
Al concluir sus estudios se dedicó a la educación primaria, después de un tiempo se animó a enfocarse en los niños con discapacidad intelectual, obtuvo el grado de maestría con la tesis Procedimientos del Diagnóstico de la deficiencia mental.
En 1951 se instaló a la Ciudad de México, trabajó como maestra en la Escuela del Sur. 
Con el tiempo ocupó el puesto de jefa de Gabinete de Psicometría en lo que hoy es la Escuela Normal de Especialización. Al volver a su tierra natal fue nombrada jefa de la Sección de Psicopedagogía de la Dirección de Educación Superior. 
Inició la idea de establecer una escuela para personas con discapacidad en Xalapa, hecho que se concretó en 1966 con la fundación del Instituto Roberto Solís Quiroga para niños a los que entonces les llamaban "de lento aprendizaje y que hoy son quienes pueden tener una discapacidad intelectual u otra condición, también pueden ser llamados trastornos de aprendizaje. Naveda en el instituto mostró diversas formas de enseñanza para el proceso y tratamiento de los alumnos y asesoró a los interinos poco después.
El 2 de marzo de 1968 se establece el departamento de Educación Especial en la Universidad Veracruzana y ocupó la primera jefatura. Cuatro años después, en 1972 se sumó a la fundación del Centro de Estudios Educativos de la carrera de pedagogía del área de Humanidades de dicha universidad.
En 1977 junto a la Universidad Veracruzana llevaron a cabo la creación de cinco escuelas federales de educación especial en el estado de Veracruz, punta de la lanza en la materia a nivel nacional.
Se jubiló en 1981 pero continuó asesorando a quienes necesitaran de su apoyo para impulsar a las niñas y niños con discapacidad intelectual.

## Premios y reconocimientos
En reconocimiento a sus méritos pedagógicos fue designada:
- Mujer del Año por la Unión Femenina Iberoamericana (1985)
- Reconocimiento de la UNESCO (1988). [7]

## Libros
- Apuntes de psicometría pedagógica (1956).
- Diccionario escolar ilustrado ECO (1957).
- Etapas de maduración (1962).
- Cómo conocer al educando (1963).
- Psicología educativa (1963).
- Técnica psicométrica (1965).
- Psicología infantil (1975).